# Поркјано дел Монте
Поркјано дел Монте је насеље у Италији у округу Терни, региону Умбрија.
Према процени из 2011. у насељу је живело 281 становника. Насеље се налази на надморској висини од 433 м.